# Katie Garfield
Katie Garfield (* 1993 in Orlando, Florida) ist eine US-amerikanische Schauspielerin. Seit 2011 trat sie in mehr als einem Dutzend Film- und Fernsehproduktionen in Erscheinung. Anfang 2015 war sie als Liv in dem Found-Footage-Film Project Almanac zu sehen.

## Filmografie (Auswahl)
- 2011: One Tree Hill (Fernsehserie, Episode 8x14)
- 2012: The Finder (Fernsehserie, Episode 1x02)
- 2012: Love Stories (Stuck in Love)
- 2012: Army Wives (Fernsehserie, Episode 6x08)
- 2013: Ein perfekter Sommer (The Perfect Summer)
- 2013: Vampire Diaries (The Vampire Diaries, Fernsehserie, Episode 4x16)
- 2014: Sleepy Hollow (Fernsehserie, Episode 2x05)
- 2015: Project Almanac
- 2016: The Birth of a Nation – Aufstand zur Freiheit (The Birth of a Nation)
- 2016: Nashville (Fernsehserie, Episode 4x12)
- 2017: The Inspectors (Fernsehserie, Episode 2x13)
- 2017: Rough Stuff
- 2018: All Light Will End
- 2018: Strings
- 2018–2019: Legacies (Fernsehserie, 4 Episoden)